# Juan Gutiérrez Lascuráin
Juan Gutiérrez Lascurain (Ciudad de México, 2 de agosto de 1911-Ciudad de México, 5 de marzo de 1959) fue un ingeniero y político mexicano, integrante del Partido Acción Nacional desde el año de 1943, fue elegido diputado federal por el VII Distrito de la Ciudad de México en 1946, integró con otros tres diputados, el primer grupo parlamentario del PAN.
Realizó sus estudios de Ingeniería en la Universidad Nacional Autónoma de México.
Fue Presidente del Comité Regional del PAN en la Ciudad de México y Presidente Nacional de su partido de 1949 a 1956.
Murió el 5 de marzo de 1959 en un accidente aéreo, cuando viajaba de Nicaragua a México, por motivos laborales.
| Predecesor: Manuel Gómez Morín | Presidente del Partido Acción Nacional 1949 - 1956 | Sucesor: Alfonso Ituarte Servín |

- Datos: Q5949907